# Martin Farkas
Martin Farkas (* 14. Oktober 1964 in Tübingen) ist ein deutscher Kameramann und Filmregisseur.

## Leben
Martin Farkas wuchs in Kempten (Allgäu) auf. Bereits im Alter von 17 Jahren arbeitete er an mehreren Dokumentarfilmen, sodass er nach dem Abitur durch Südamerika, Afrika, Asien und ganz Europa reiste. Später studierte er Sozialpädagogik mit Schwerpunkten in Soziologie, Psychologie und Philosophie. Er arbeitete als Oberbeleuchter unter anderem mit den Kameraleuten Paolo Carnera, Benedict Neuenfels und Michael Ballhaus. Als Kameramann dreht er Dokumentar- und Spielfilme. Für die Dokumentation A Woman and a Half – Hildegard Knef wurde Farkas 2002 für einen Deutschen Kamerapreis nominiert. Für den Spreewaldkrimi: Der Tote im Spreewald wurde er 2010 erneut für einen Deutschen Kamerapreis nominiert. Als Co-Regisseur für den Essay-Film Es werde Stadt! wurde er gemeinsam mit Dominik Graf 2014 mit dem Preis für den besten Dokumentarfilm der Deutschen Akademie für Fernsehen ausgezeichnet. Von 2014 bis 2017 arbeitete er als Autor und Regisseur an dem Dokumentarfilm Über Leben in Demmin, der 2018 in den deutschen Kinos lief.
Farkas ist Mitglied der Deutschen Filmakademie, seit Februar 2025 auch im Vorstand, und beim Berufsverband Kinematografie (BVK).

## Filmografie (Auswahl)
- 2000: München – Geheimnisse einer Stadt
- 2001: A Woman and a Half – Hildegard Knef
- 2002: Zwischen den Sternen
- 2003: Ehespiele
- 2003: Stubbe – Von Fall zu Fall: Yesterday
- 2004: Tatort: Stirb und werde (Fernsehreihe)
- 2005: Stubbe – Von Fall zu Fall: Nina
- 2005: Tatort: Borowski in der Unterwelt
- 2008: Hilfe, meine Schwester kommt!
- 2008: Tatort: Häschen in der Grube
- 2008: Zwillingsküsse schmecken besser
- 2009: Deutsche Seelen – Leben nach der Colonia Dignidad (Dokumentarfilm)
- 2009: Spreewaldkrimi: Der Tote im Spreewald
- 2009: Ein Sommer mit Paul
- 2010: Morgen das Leben
- ab 2011: Polizeiruf 110 (Fernsehreihe)
  - 2011:  Feindbild
  - 2011:  …und raus bist du!
  - 2012:  Einer trage des anderen Last
  - 2015:  Sturm im Kopf
  - 2017:  Angst heiligt die Mittel
  - 2019:  Die Lüge
  - 2020:  Söhne Rostocks
- 2011: Tatort: Herrenabend
- 2012: Lawinen der Erinnerung
- 2012: Gestern waren wir Fremde
- 2012: Tatort: Das Wunder von Wolbeck
- 2013: Kommissarin Lucas – Bittere Pillen
- 2013: Kommissarin Lucas –  Lovergirl
- 2014: Es werde Stadt! (Dokumentarfilm, auch Regie)
- 2014: Bella Block: Für immer und immer (Fernsehreihe)
- 2015: Schwarzach 23 und die Hand des Todes
- 2015: Tatort: Einmal wirklich sterben
- 2015: Fassbinder (Dokumentarfilm)
- 2016: Am Abend aller Tage
- 2017: Wildes Herz
- 2017: Über Leben in Demmin
- 2018: Tatort: Zeit der Frösche
- 2018: Unterwerfung
- 2018: Familie Brasch
- 2019: Schönheit und Vergänglichkeit (Kinodokumentarfilm)
- 2019: Danowski – Blutapfel
- 2021: Home Shoppers Paradise
- 2021: Laufen
- 2021: Die Geschichte einer Familie (AKA Crash)
- 2022: Sophia, der Tod und ich
- 2023: Weißt du noch
- 2024: Endlich Witwer – Griechische Odyssee
- 2024: Ice Aged